# Der Junge mit dem Teddy
Der Junge mit dem Teddy ist ein deutscher Kurzfilm von Alessandro Schuster aus dem Jahr 2018, welcher mehrfach auf nationalen sowie internationalen Filmfestivals ausgezeichnet wurde. Der Film wird auch häufig unter seinem internationalen Titel The Boy With The Teddy aufgeführt. Seit 25. Dezember 2019 ist der Kurzfilm auf Amazon Prime Video in Deutschland, England und den USA verfügbar.

## Handlung
Ein kleiner Junge läuft allein mit seinem Teddy im Arm durch die Stadt und trifft auf seinem Weg einen jungen Mann, der ihn unter seine Fittiche nimmt, bis Geheimnisse enthüllt werden... Wer ist der Junge? Wo kommt er her?
Durch kurze Flashbacks, die sich über den Film verteilen, wird dem Zuschauer der Hintergrund der Geschichte nach und nach näher gebracht.

## Produktion
Die Dreharbeiten fanden im Februar 2017 in Berlin statt. Der Film feierte seine offizielle Premiere am 27. August 2018 in Berlin auf dem Short Nights of Berlin-Festival. Ein Pre-Screening fand bereits im Juni 2018 auf der TINCON statt.

### Kritiken
„A powerful portrait of the challenges of a young boy from a dysfunctional family.“

„Der Junge mit dem Teddy” ist ein einfacher, aber zielgerichteter Film, eine funktionierende, in sich geschlossene und emotionale kleine Geschichte, in der sein Protagonist neugierig durch die Straßen Berlins treibt auf der Suche nach einem Freund.“

## Auszeichnungen (Auswahl)
- London Independent Film Awards – Best Student Film (Monthly Winner)
- Global Film Festival Awards – Best Young Filmmaker (Monthly Winner)
- Gold Movie Awards – Best Film (Monthly Winner)
- Independent Shorts Awards – Best Film of the year 2019 (Nominierung)
- Queen Palms International Film Festival – Best Film Music (Nominierung)
- Germany International Film Festival – Best German Shortfilm
- Internationales Filmfestival Schlingel – Kategorie Kurzfilm (Nominierung)
- SPITZiale Espelkamp – Publikumspreis
- Christian Tasche Filmpreis – 1. Platz Nachwuchs
- Camgaroo Award – Nachwuchs B